# Caibarién

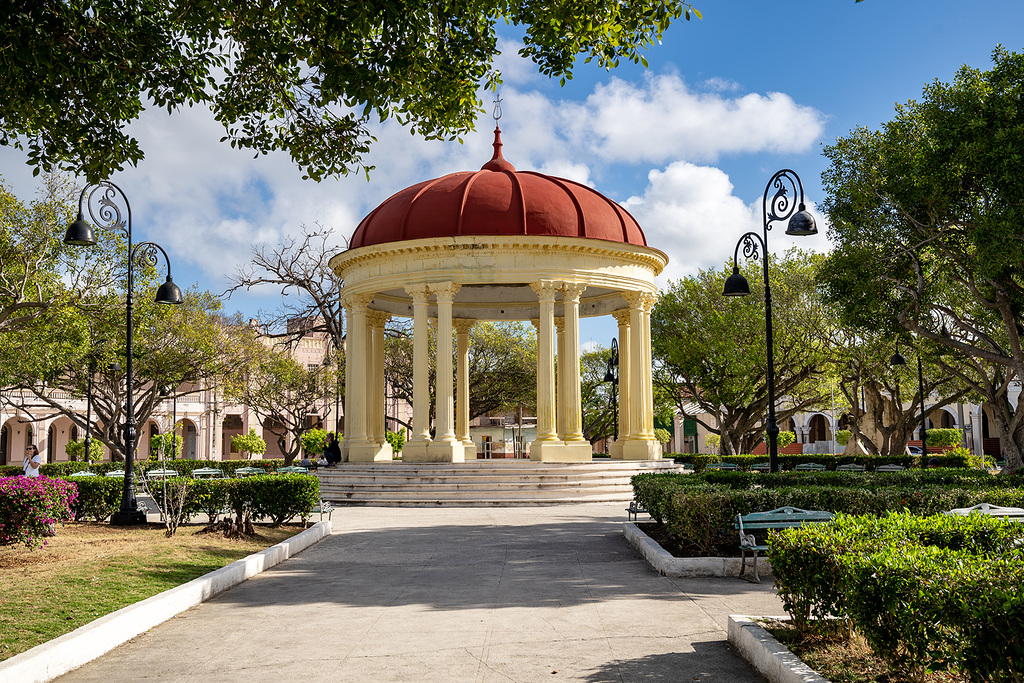
Glorieta del parque La Libertad de Caibarién.

Caibarién es una ciudad, un municipio y un puerto de Cuba ubicada en la zona central de la isla, perteneciente a la Provincia de Villa Clara. La palabra «Caibarién» proviene del lenguaje aborigen, y según los archivos de indias ya existía ese nombre cuando los españoles llegaron a esa zona y se escribían Caybarien (con una Y en el medio de la palabra). Es conocida también como «La Villa Blanca».

## Historia
A finales de 1513 exploraron el territorio Pánfilo de Narváez las Casas y Grijalba. Se encontraron asentamientos indígenas en la región que hoy ocupa el municipio y en Cayo Conuco.
En 1819 se clausura el puerto del Tesisco y se ordena habilitar Caibarién. A partir de 1822 comienzan a llegar vecinos de Remedios y ya existía un núcleo poblacional en la parte de Parrado. Narciso de Justa cedió terrenos de su hacienda para la fundación del pueblo.
El 26 de octubre de 1832 se dispone la fundación del pueblo a partir de un plano concebido por Estratón Bauza. Contaba de 42 manzanas de 10 solares cada una y se mercadearon 375 de ellas. El resto fueron destinadas a dependencias del gobierno.
El 31 de agosto de 1873 se le concede el título de Villa y el 1 de enero de 1879 se constituye el ayuntamiento, con Don Hipólito Escobar Martelo como su primer alcalde.
Antes de la guerra de 1895 el pueblo había obtenido un sostenido progreso, exhibiendo un poderío económico tal que constituyó un verdadero asombro en la época.
El primer cuarto del siglo XX fue el de mayor desarrollo urbano. Junto al aumento poblacional aparecen edificaciones públicas y privadas de gran importancia en el orden cultural, educacional e industrial.
La construcción de la carretera central, el puerto de Cienfuegos y la construcción de la vía férrea Tarafa, unido a la situación crítica en el orden político, hacen que el período que llega hasta 1959 no sea floreciente para la economía global del municipio. A partir de 1959, con el triunfo revolucionario, se inicia una nueva era. Hasta 1965 se construye la Ciudad Pesquera, el reparto Marcelo Salado, edificios multifamiliares en la playa y se desarrolla la industria, el comercio y el nivel de vida de toda la población.
En las dos primeras décadas del siglo XXI, el municipio experimentó un marcado declive, sin precedentes desde su fundación, debido a las dificultades económicas que afectaron al país en general. Entre los aspectos más destacados de este periodo de decadencia se encuentran la destrucción del patrimonio histórico, el deterioro de las infraestructuras y la pérdida de población, especialmente en la mayoría joven, debido a la emigración hacia otros países, principalmente Estados Unidos. Desafortunadamente, este proceso de deterioro aún continua y no hay un horizonte cercano que indique que esta tendencia se vaya a revertir en las próximos lustros. Al igual que en todo el país, se observa un deterioro notable de los servicios públicos y de los indicadores de salubridad y desarrollo humano en el municipio. Sin embargo, es importante mencionar que no existen estadísticas oficiales al respecto, o al menos no se publican de manera accesible.

## Geografía
El municipio de Caibarién, conocido como “La Villa Blanca”, está situado en la costa norte de la provincia de Villa Clara. Con una extensión territorial de 425,5 km², es el municipio más pequeño de la provincia. Limita al este con el municipio de Yaguajay (provincia de Sancti Spíritus), al sur con Remedios, al oeste con Camajuaní y al norte con la Bahía de Buenavista.
Caibarién tiene una población de poco más de 40 000 habitantes y se encuentra seccionado en 7 Consejos Populares, 3 urbanos, 1 semiurbano y 3 rurales:
- Consejo Popular #1: Casco Histórico
- Consejo Popular #2: Pesquera
- Consejo Popular #3: Van Troi
- Consejo Popular #4: Reforma
- Consejo Popular #5: Dolores
- Consejo Popular #6: Jinaguayabo
- Consejo Popular #7: Refugio

## Relieve
El relieve es llano en su generalidad, con pocos accidentes en su orografía. La mayor elevación es el "Cerro de Guajabana" que pertenece a las alturas del Nordeste de Las Villas, la única significativa con que cuenta la región. Está constituida por rocas calizas cavernosas, por lo que alberga numerosas cuevas, grutas, solapas y otras manifestaciones cársticas. Constituye el punto culminante de la región con una altitud de 142 m, que se levanta sobre una llanura cárstica, cubierta en partes por arrastre fluviales. Presenta características de carso cónico (mogote).
También en las alturas del noreste de Las Villas y en el municipio de Caibarién, se encuentran La Amalia (69 m) y Sierresuela (46 m).
Las llanuras, relieve predominante en el territorio, pertenecen al paisaje de las llanuras del Norte de Las Villas caracterizadas por su gran topografía cárstica. Destacan los dientes de perro y bordeada al norte por ciénagas, litorales, además de ser una rica región agropecuaria de muy variada producción.
- Suelos: Son hidromórficos - pantanosos - turbosos, distribuidos en regiones llanas donde predominan las condiciones hidromórficas debido a la presencia de un manto freático oscilante y en ocasiones por presentar una capa arcillosa pesada, situada en profundidad. Los suelos medianamente productivos y de alta disponibilidad de aguas subterráneas. Por su uso agrícola son fértiles y ondulados propicios para el desarrollo de la caña de azúcar, entre otros cultivos, y pastos. Pertenecen a lavados en combinación con suelos mulatos y ligeramente lavados y carbonatados.

- Lagunas y zonas pantanosas: Entre las principales lagunas se destacan: La Laguna de Escobar, situada en las cercanías del Pedraplén a Cayo Conuco y la Laguna de Juncal, situada cerca de la Tenería "Hermanos Herrada", la cual se utiliza para verter sus aguas residuales. Las zonas pantanosas se localizan en toda la línea costera desde la Punta de Guaní hasta la Punta de Yagüey (pantanos de agua salobre). Hacia el interior de la línea costera hay zonas de pantanos ubicados al sur del Palmar Prieto al oeste de Caibarién. En la época de lluvia hay zonas del territorio de la llanura donde aflora el manto freático y se convierten en zonas pantanosas, tales como: entre Cambaito y Sierresuela y parte del tramo de la carretera Caibarién - Dolores hacia el nordeste.

- Recursos minerales: Son muy escasos en el territorio. La roca caliza que es muy extendida por todo el municipio. En la actualidad, este importante recurso se está explotando en distintos lugares como materia prima para la construcción del Pedraplén Caibarién - Cayo Santa María. Entre ellos destacan la zona de Sierrezuela, Cayo Las Brujas y la cantera de Guajabana. Esta última tiene un estimado de 16 a 17 millones de metros cuadrados de roca, que también se utilizan en la elaboración de materiales de construcción.

- Cuevas y cavernas: Dentro del paisaje de la topografía cársica que encontramos en Caibarién se destacan las cuevas y cavernas, de gran importancia histórica, geográfica, arqueológica y militar. Las más importantes se localizan en las zonas de Sierresuela, Guajabana, Rojas y La Amalia.
  - En Sierrezuela se ubica la Cueva del Puerco, excavación natural formada sobre las rocas calizas margosas.
  - Guajabana: La mayor cueva de la zona se encuentra a 80 m de altitud en el cerro de Guajabana. La atraviesa de ladera a ladera y muestra un cauce fluvial fósil por donde antaño corría un río subterráneo cuando la llanura se encontraba a bastante más altitud que en presente. En la zona se hallan otras cuevas de menor extensión como La Lechuga y Obispo.
  - En Rojas, las cuevas y cavernas están determinadas por elementos tectónicos y la acción de las aguas subterráneas en la mayoría de los casos. Hay gran cantidad de cuevas pequeñas de desarrollo vertical.
  - En La Amalia, donde se encuentra el centro de exploradores "Humberto Jordán Gallo", se encuentra la cueva homónima. El paisaje cárstico descansa sobre rocas calizas margosas.

## Hidrografía
La red hidrográfica de Caibarién está compuesta por cuatro ríos principales con sus afluentes: Guaní, Managüimba, Manacas y Yagüey, este último límite del municipio con la provincia de Santi Spíritus.
Otras corrientes fluviales del municipio son Canal de Aguas Lindas, Río Reforma (o río Caibarién) y Jiquibú. En la mayor parte de la hidrografía caibarienense existe un alto grado de contaminación de las aguas, debido fundamentalmente al vertiente de diferentes fábricas, industrias y aguas albañales.

## Costas
Una sinuosa línea de costa al norte, frente a la cual se alinean islitas, cayos, cima de un anticlinal parcialmente emergido y arrecifes en barreras del grupo de Sabana, que descansan en una plataforma de 25 km de ancho, es lo que caracteriza a la costa norte de la provincia de Villa Clara donde está ubicado el municipio de Caibarién.
Las costas caibarienenses presentan las características a que dan lugar los procesos de sumersión; predominantemente son bajas y pantanosas, típicas de acumulaciones biogénicas (manglar).
La irregularidad costera contribuye a la delimitación de las bahías de Buenavista y San Juan de los Remedios, donde se destaca la playa de Caibarién.

## Cayería
La cayería cierra las bahías situadas a todo lo largo de la costa, hacia el oeste se disponen dispersos y hacia el este se consolidan en mayor tamaño, desde el punto de vista geográfico Caibarién queda en el centro del archipiélago Sabana - Camagüey.
Estos cayos forman una línea que interceptan las aguas de los canales Bahamas y Florida. Con hermosas playas y farallones de diente de perro en su costa norte que es baja y cenagosa y cubierta de manglares al sur, por detrás de estos cayos surgen otros donde se aprecian estas características, pero predominan manglares bajos y cenagosos.
En la costa sur estas características se repiten. Los fondos al norte son rocosos de origen madrepóricos. Al sur y en las bahías encontramos fangos arenosos,  lechos de rocas, casi siempre estratos consolidados al desnudo.
Estos cayos poseen áreas de alto valor natural en cuyas extensiones ha intervenido en pocas oportunidades la actividad del hombre. Sus condiciones son excelentes para utilizarlos como playas, poseen especies de flora y fauna de carácter endémico.
Dentro de los principales cayos podemos mencionar:
- Cayo Fragoso.

Se encuentra al Noroeste de la ciudad; su forma es alargada, su anchura promedio es de 1,4 km y su largo de 40 km, se localiza en los 22° 36' 4 de latitud norte y los 79° 16' 48 de longitud oeste. Su constitución es de arena y mangle. Al norte, en el centro y en la costa es de mangle; en su parte este, esta un canalizo el cual lleva el nombre de Canal de Boca Chica.
El cayo se prolonga al oeste hasta el canal llamado Guaquelle.
Este cayo presenta una longitud de 40 km y 15 km de playa aprovechable que puede ser explotada por su excelente calidad.
El 3 de junio de 1990 se inauguró una base de Campismo para el Turismo Nacional con 1200 lugares en tiendas de campaña en un área de unos 2 a 4 km de playa.  Casi al centro corren de costa a costa varios canalizos que forman un accidente geográfico poco común denominado Delta de Marea.
- Cayos de la Virazón:

Situados al noreste de la ciudad, es el más importante el de Guáranas que dista de la ciudad unas seis millas aproximadamente. El resto de los cayos está compuesto por cayuelos y lagunatos que no son navegables por lo bajo.
- Cayo Fito. (Guayo):

Situado al noreste de Caibarién a una distancia de 4 millas. Su largo es de 1,2 km y 0,80 km de ancho, rodeado de manglares. En su centro tiene una pequeña laguna y está situada en los 22° 35' 38 de latitud norte y 79° 29' 36 de longitud oeste.
- Cayo Conuco:

Situado al norte noreste de Caibarién a unas 0,75 millas aproximadamente, tiene un largo de 241 km y un ancho 1,28 km y posee una longitud de playa aprovechable de 1000 m. En este cayo se ha creado una base de Campismo. Actualmente se ha ejecutado el vial Caibarién - Cayo Conuco con la construcción de un Pedraplén lo que facilita de manera considerable el flujo de personas a la recreación.
- Cayo Cobo:

Situado al este de Caibarién a unas 13 millas aproximadamente, su constitución es de arena en la parte norte, posee una porción firme y la otra costa es de mangle.
- Cayo Tío Pepe:

Está formado por un promontorio rocoso de unos 6 m de altura sobre el nivel del mar cubierto por una vegetación xerófila donde abundan los arbustos espinosos. Esta elevación es alta al norte, formando acantilados verticales para ir descendiendo algo al sur donde aparece inmediatamente el manglar.
- Cayo Las Brujas:

Lo constituye fundamentalmente una elevación de 14 m de altura y 3,5 km de extensión de este a oeste. En el extremo oeste de esta elevación se hace promontorio con las mismas características que las del Tío Pepe, pero de menores dimensiones. Cuenta el cayo con 172,1 hectáreas de áreas secas y 1,9 km de playas óptimas, divididas por el farallón de la Bomba en dos zonas    ( la salina y la manteca o Caracol).
- Cayo Agustín:

Este cayo está separado de las Brujas por el canal de Agustín, en la parte firme del mismo se ha formado una acumulación de arena muy estrecha que limita con el manglar. En toda esta franja ha crecido un bosque de patabán muy tupido.
- Cayo Santa María:

Posee 15 km de largo y 959,9 ha de terrenos secos.
Tiene 10,3 km de excelentes playas en 7 zonas bien delimitadas: Cañón, La Estrella, Las Caletas. Las Coloradas, Perla Blanca, Los Delfines y Las Gaviotas y cuatro puntas de gran belleza, Madruguilla, Piedra Mérica, Candelero y Cerquita.
- Cayo Ensenacho:

39 hectáreas de zona seca y 1,5 km de playas óptimas, Ensenacho y Mégano con dos farallones: El Pirata y la Guaza.
En los alrededores hay otros cayos más pequeños como Español de Adentro y Español de Afuera, Majá, Borracho, Caimán de la Mata de Coco y la Barca.

## Flora y fauna
Abundan en el territorio, incluyendo cayos, una extensa variedad de árboles maderables como son: el Algarrobo, Almácigo, Almendro, Aguacate, Aguacatillo, Anón, Aroma Amarilla, Ateje, Ayúa, Baria, Bejuco Colorado, Bienvestido, Bijaguara, Brasilete, Cabo de Hacha, Cactus Tunas, Caimitillo, Caoba del país, Caoba de Honduras, Casuarina, Cedro, Ciruela, Coco, Guaba de Ingenio, Chicharrón, Chirimoya, Ébano Carbonero, Fruta Bomba, Florán, Galán de Noche, Guabán, Guásima, Guasimilla, Guaraje, Guao de Costa, Guao de Sabana, Guayaba, Güira, Jagüa, Jagüey, Jocuma Juan Prieto, Limón, Lengua de Vaca, Majagüa, Mamey de Santo Domingo, Mamoncillo, Mangle Colorado, Mangle Prieto, Mango, Marañón, Mar Pacífico, Majagüilla de Costa, Níspero, Palma Real, Palo de Caja, Paraíso, Patabán, Roble Blanco, Sabicú, Sigüaraya, Tamarindo, Tibisí, Uva Caleta, Varia, Yaba, Yagruma de la Costa, Yaití, Yamagüa, Yana, Yaya y la Yuca entre otros.
Por ser Caibarién una región costera abundan en las mismas aves típicas de la costa como son: El Galleguito, La Gallinuela de Manglar, La Gallinuela Oscura, La Gallereta de Pico Rojo, el Títere Playero, el Canario de Manglar, la Señorita del Manglar entre otros, existen además dispersos por todo el territorio otras aves significativas como son: El Halcón de Patos, el Frailecillo Semipalmeado, el Zarapico Manchado, el Zarapico Solitario, el Zarapico Real, el Zarapiquito, el Gallego, la Gaviota Real, la Gaviotica, la Tojosa, la Torcaza Cuellimorada, la Torcaza Cabeciblanca, la Paloma Aliblanca, la Paloma Rabiche, el Arriero, el Judío, la Lechuza, el Querequeté, el Zunzún, el Martín Pescador, el Carpintero Verde, el Carpintero Javado, el Bobito Chico, el Bobito Grande, el Pitirre Güaitibere, el Abejero, la Golondrina de Cuevas, la Golondrina de Cola de Tijera, el Zorzal Gato, el Zorzal Real, el Cabrero, el Cardenal, el Sinsonte, la Rabuita, el Verdón de Pecho Amarillo,  el Verdón de Cabeza Azul, el Tomeguín de la Tierra, el Tomeguín del Pinar, el Degollado, el Azulejo, la Mariposa, el Azulón, la Caretica, la Bijirita Común, la Bijirita Tigrina, la Bijirita de garganta Amarilla, la Candelita, la Bijirita Trepadora, la Bijirita Tusanera, la Bijirita Magnolia, la Bijirita de Alas Azules, la Bijirita de Garganta Negra, el Chichinguaco, el Totí, el Solivio, el Mayito, el Gorrión Doméstico, el Halconcito de Palomas, las Gallinas, la Paloma Doméstica, el Sabanero, la Codorniz, el Negrito, el Sijú Cotunto y el Sijú Platanero, el Guanaba, el Garzón, el Catey, el Cobo Prieto, la Becasma, la Primavera, la Caraira, el Carpintero Churroso, la Carta Cuba, la Cotorra, la Gallinuela de Agua Dulce, etc.
Entre los anfibios que más abundan se encuentran: la Rana Platanera, el Sapo Común, la Ranita y la Rana Toro.
Los reptiles más significativos son: la Iguana, la Lagartija Común, el Chipojo Verde, Lagartija Pequeña, Lagartija verde común, Lagartija verde, Lagartija verde Subespecies, el Perrito de Costa, la Culebrina, la Salamanquita, el Jubo Común, el Jubito Magdalena, el Catibo, la Culebrita de 4 patas, el Majá de Santa María, la Jicotea, el Majá Bobo, etc.
Los mamíferos también ocupan una relevante posición en la faunística de la región, sonde ellos los más significativos:
La Jutía Conga, 5 especies de Murciélagos Orejudos, entre ellos el Orejudo Casero; el Perro, el Gato, el Hurón, la Rata Negra, el Guayabito, el Venado, el Murciélago Mariposa, y el Murciélago Pescador.
Todos estos árboles, arbustos y animales de diferentes tamaños antes mencionados forman un conjunto armónico, que unido a la belleza general de nuestro paisaje, hacen mucho más placentera y útil la estancia del hombre sobre la tierra e incrementa la necesidad de crear y dominar el medio.

## Clima
Caibarién situado en la costa norte de Villa Clara, presenta un clima tropical al igual que el resto del territorio nacional cuya frontera marítima son los mares tropicales. Las brisas del mar suavizan el clima de la ciudad, esto se ve reflejado en los elevados valores de humedad del aire, así como la atenuación de las oscilaciones térmicas diarias en la zona costera.
A pesar de que existen cuatro estaciones del año, en la localidad encontramos dos bien marcadas, el verano y el invierno. Otros factores geográficos no menos importantes como son el relieve y la circulación atmosférica,  entre otros, determinan en su situación conjunta, las características del clima.
La variación de la temperatura a través del año constituye una particularidad del clima. A partir del invierno, la temperatura comienza a descender regularmente hasta la primavera y el verano. *
Luego va ascendiendo gradualmente en el otoño hasta el siguiente invierno.
El promedio anual de temperatura es de 25,4 °C. El mes más cálido es agosto y el más frío enero.
La presión atmosférica disminuye en el verano y aumenta en el invierno, también durante el día se presentan variaciones mínimas, más frecuentes en el invierno.
El municipio se encuentra expuesto a la acción de los vientos Alisios al igual que todo el territorio nacional. Estos son constantes todo el año, en otoño e invierno soplan en dirección noreste, y en primavera y verano en dirección este y sureste. Estos suavizan la temperatura cálida de la masa de aire tropical que influye en el clima.
Las brisas del mar y de la tierra que alternan durante el día y la noche refrescan además la temperatura ambiente.
Los vientos nortes son fuertes y fríos, soplan con mayor frecuencia en el invierno y son producidos generalmente por los frentes fríos.
El archipiélago cubano es afectado por los ciclones tropicales que se forman en el mar Caribe y el Océano Atlántico.
Por la velocidad de sus vientos, los ciclones tropicales son los fenómenos meteorológicos más peligrosos que cruzan sobre Cuba, la temporada ciclónica abarca desde el 1.º de junio hasta el 15 de noviembre, aunque los ciclones ocurren con mayor frecuencia en los meses de septiembre a octubre.
Caibarién como parte del archipiélago cubano, está sujeto a todas esas irregularidades y podemos citar ejemplos de los ciclones que mayormente lo han afectado *. El de octubre de 1846, el del 3 de septiembre de 1887, el del 9 de septiembre de 1932, el del 1.º de septiembre de 1933 y el que mayor afectación ha tenido a través de la Historia, el "KATE", ocurrido en 1985, con pérdidas que ascienden a más de 15 000 000 de dólares incluyendo la parte estatal y la población. El ciclón antes mencionado llegó a adquirir una velocidad de 96 km/h entre las 3:00 y las 4:00. Las inundaciones se debieron a la penetración del mar entre 200 y 300 m, en las zonas del litoral producto de los fuertes vientos.
El mayor período de precipitación fue el paso del organismo entre 1:00 y 7:00 del día 19 de noviembre, con valores que ascendieron a 52,5 mm, por lo que se puede valorar el "KATE" como un Huracán seco.

## Población
Para comprender el desarrollo histórico de la población de la localidad es necesario analizar la composición del territorio.
En 1837 el municipio contaba con 103 habitantes, de ellos 88 blancos y 15 negros, que vivían en 32 casas; y a fines de siglo, 1899, contaba ya con una población 8850 habitantes por lo que se observa un desarrollo vertiginoso de la población en nuestra villa. Ya en 1953, en la zona urbana y rural, el municipio tenía 26.288 habitantes.
Al triunfo de la Revolución se comienzan a desarrollar algunas industrias como la pesquera, lo que sirve de estímulo al crecimiento de la población y en 1982 ya contaba con una población de 35 115 habitantes, compuestas por 18 954 hembras y 16 161 varones.
Comenzando a estabilizarse ya en 1987, contaba con 38 857 habitantes, de ellos 19 331 hembras y 19 526 varones.
En 1990, Caibarién cuenta con 39 432 habitantes y representa el 4,9 %  de la población provincial
La relación masculina está en 107 varones por cada 100 hembras, con lo que disminuye en 0,3 respecto al año 1989.
Es una de las más bajas de la Provincia.
La población en edad laboral está en 23 642 habitantes, 321 más que el año 1989.
Fuera de la edad laboral habitan en el territorio 15 790.
La estructura de la población por grupos quinquenales muestra una población de mayor índice en los rasgos 20 - 24 años y de 25 - 29, que representa el 10,2 y 10,9 % respectivamente.
Además, existe una población de interés en 65 y más años para un por ciento de 10,6. Esto demuestra que la esperanza de vida en el municipio es muy buena, de 74 años promedio e introduce una tendencia al envejecimiento motivado por baja tasa de natalidad y mortalidad general.
La tasa de mortalidad infantil es baja y las principales causas son:
Afecciones prenatales, 2 casos en el año 1990, 2 casos de Gripe y Neumonía, 2 casos en otras causas, en total 6 fallecidos durante 1990.
La densidad de población es de 78,5 habitantes por km², la densidad de la población urbana es la tercera de la provincia con un grado de urbanización de 89,0 %. Si comparamos la densidad de población con los años anteriores esta ha disminuido por el aumento del territorio, al incorporarse los cayos dedicados al turismo.
Caibarién presenta un elevado grado de urbanización con un 88,9% y es el tercero más alto de la provincia, superado solo por Santa Clara, (95,0%) y Sagua La Grande con 92,6%.
La población urbana y rural del municipio de Caibarién se distribuye de la siguiente forma:
- Urbana                                             34.864 habitantes
- Rural                                                    4.568 habitantes
La estructura de la población por grupos quinquenales de edades y sexo muestra que el municipio posee una población joven, pues el 52,6% de la misma se encuentra comprendida en los grupos de menos de 30 años.

## Economía
Las actividades principales son el turismo, la pesca y la producción e industrialización del azúcar, así como su exportación a través del puerto.

## Atracciones y turismo
Caibarién tiene importantes atracciones históricas y naturales para el turismo. Uno de los grandes ingenios azucareros, Reforma (Marcelo Salado), ha sido transformado en museo.
Es un pueblo con tradición de pesca y de gente hospitalaria. Todo el año se respiran las brisas frescas del mar. Cuenta este pueblo con unos cayos (pequeñas islas) de preciosas playas a unos 40 kilómetros adentrándose en el Océano Atlántico. 
Los principales cayos están unidos a la villa por una carretera a través del agua y al final del trayecto además de unas preciosas playas, que nada tienen que envidiar a Cancun o a Hawái, esperan unas instalaciones turísticas de pleno confort. 
Unos de los principales atractivos de estas zonas marítimas es la poca explotación, dando una sensación de bienestar y tranquilidad difícil de encontrar en otros lugares de similares características.
Hace unos pocos años se ha ampliado el malecón (Paseo marítimo), con cocoteros a lo largo. A los que gustan de la naturaleza, se encuentra en la cercanía uno de los bosques de palmeras más grande del Cuba, el Palmar de Araña.
Caibarién es famoso por sus cangrejos y tiene un conocido monumento que representa a un cangrejo gigante. (ver imagen)

## Cultura
El conocido músico Manuel Corona, el autor de Longina, es originario de Caibarién. Sus paisajes han sido reflejados en «las marinas» del pintor Leopoldo Romanach. Caibarién fue elegido como sede del rodaje de la película "Y si ella volviera".
El municipio consta de una emisora de radio la CMHS Radio Caibarién y el canal local de tv: Centro Norte Television (CNTV).
El 21 de agosto tienen lugar las fiestas populares del municipio